# Pont de Šeher-Ćehaja
Le pont de Šeher-Ćehaja (en bosnien : Šeher-Ćehajina ćuprija) est situé en Bosnie-Herzégovine, sur le territoire la Ville de Sarajevo. Construit au XVIe siècle, il est inscrit sur la liste des monuments nationaux de Bosnie-Herzégovine.

## Localisation

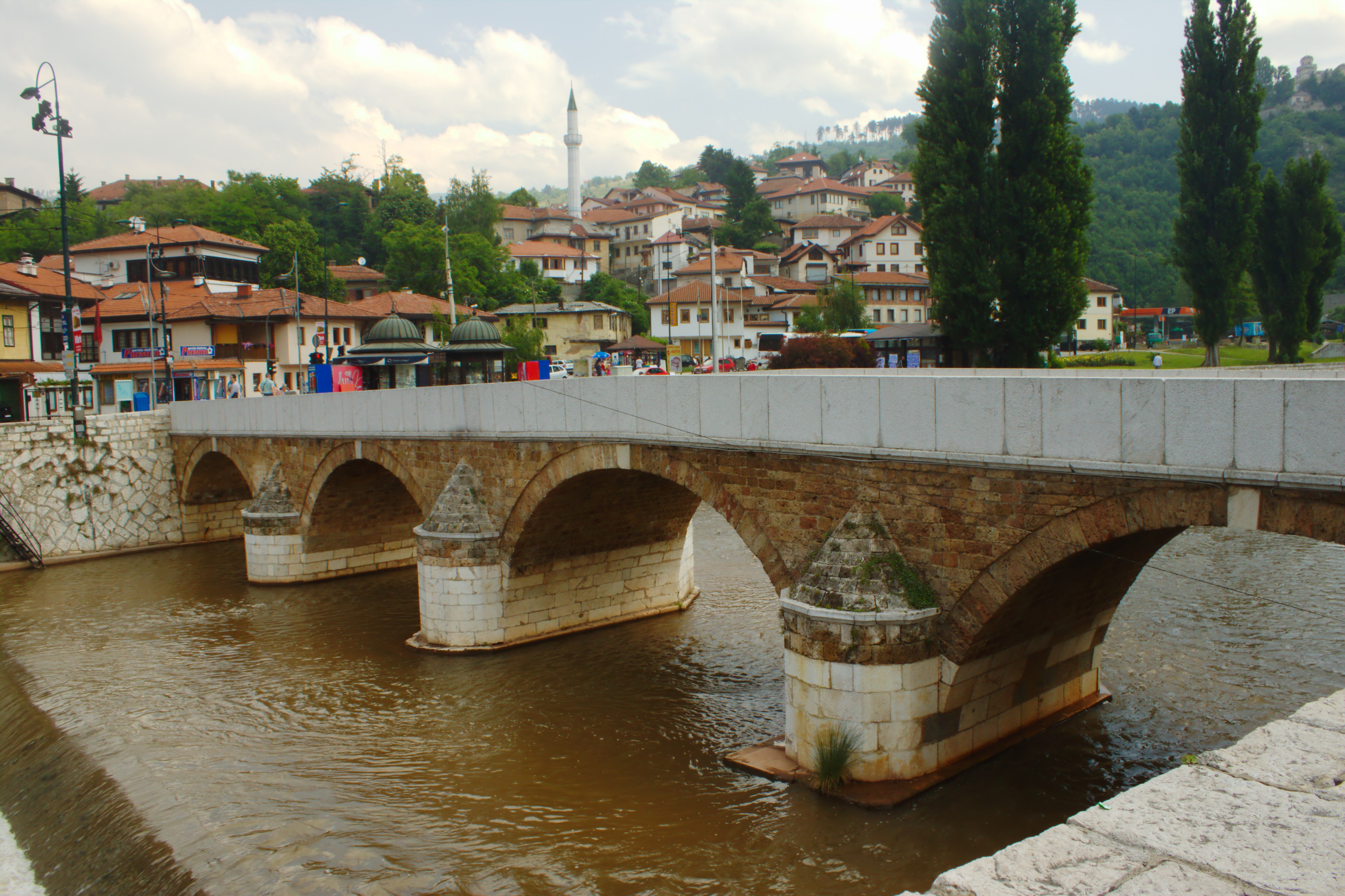
Autre vue du pont

## Histoire

Le pont en 1905

## Architecture

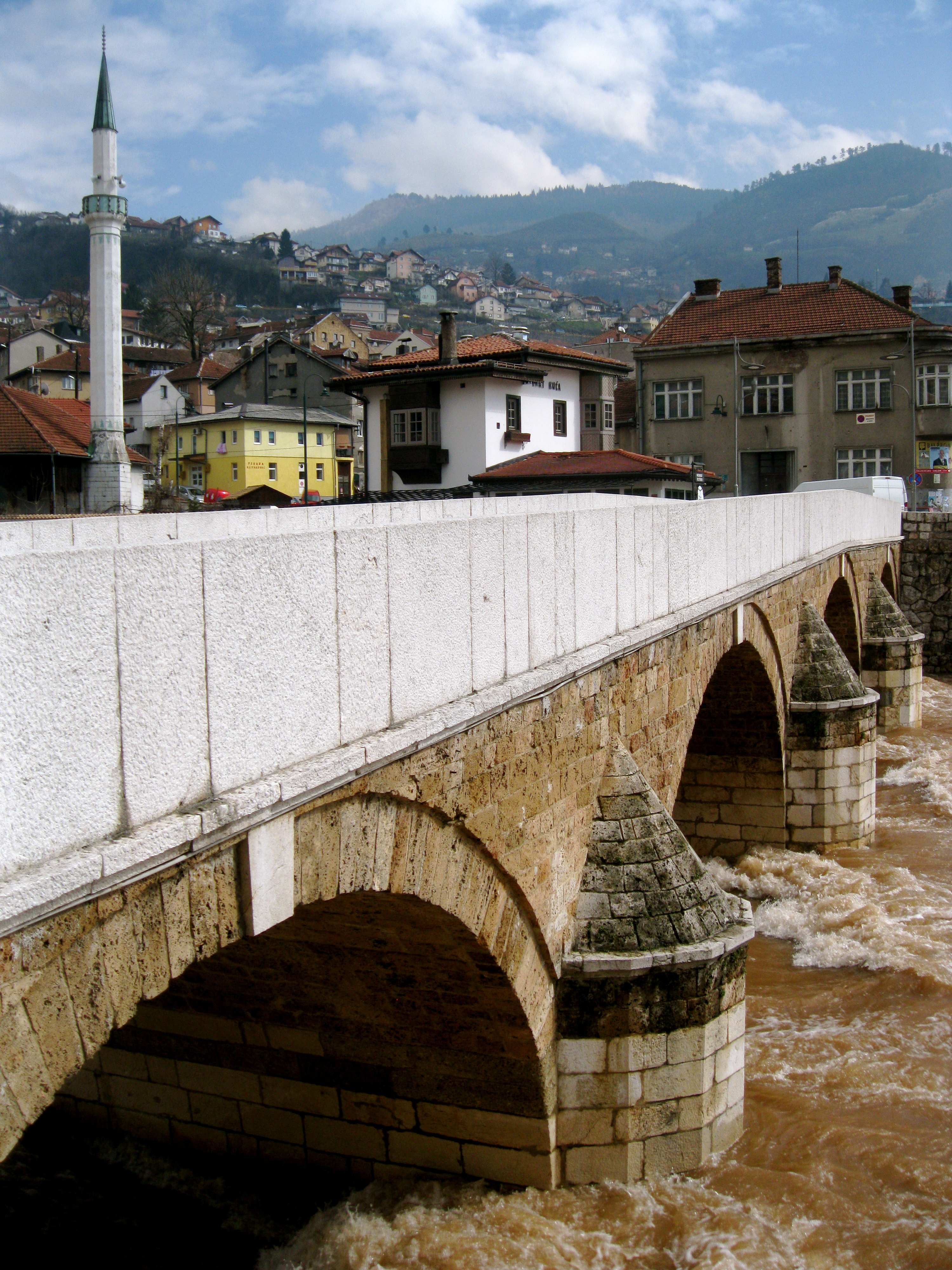
Autre vue du pont